# T17E1 Staghound
T17E1 «Стагхаунд» (англ. T17E1 Staghound) — легкий бронеавтомобіль з колісною формулою 4×4 виробництва США часів Другої світової війни.

## Історія
У липні 1941 року американський Департамент озброєння армії (англ. US Army Ordnance) виставив технічні вимоги на розробку середнього бронеавтомобіля з гарматним озброєнням у башті кругового обертання і протиснарядним бронезащитом. На конкурс були представлені два прототипи з колісними формулами 4×4 та 6×6. Компанія Ford Motor Company представила бронеавтомобіль T17 з формулою 6×6 для випробувань на Абердинському полігоні. А компанія Chevrolet виставила на іспити бронеавтомобіль 4×4, який отримав назву T17E1.
Броньовий корпус машини T17E1 складався з порівняно тонких деталей (у порівнянні з T17). Використання загальних напрацювань для створення двох бронеавтомобілів призвело до того, що T17E1 мав приблизно такі ж габарити, що і T17: довжина близько 5,5 м, ширина 2,8 м, висота 2,36 м.
T17E1 мав таку ж компоновку, як і T17. У передній частині корпусу знаходилося відділення управління з постом управління і робочим місцем механіка-водія, а також кульова установка з кулеметом і сидіння помічника водія. У середній частині корпусу знаходилося бойове відділення з баштою. В кормовій частині розміщувалося моторно-трансмісійне відділення бронеавтомобіля. У корпусі були передбачені дві двері (за передніми колесами), ще два люка були в даху башти.
Силова установка бронеавтомобіля T17E1 складалася з двох бензинових двигуна Chevrolet/GMC 270 потужністю по 97 к.с. Трансмісія мала дві чотиришвидкісні коробки передач. Агрегати трансмісії, що розподіляли крутний момент на чотири колеса, розташували в кормі корпусу і під підлогою бойового відділення. Ходова частина броньовика з колісною формулою 4×4 оснащувалася індивідуальної підвіскою з листовими ресорами і додатковими гідравлічними амортизаторами. Для спрощення роботи механіка-водія броньовик оснастили електрогідравлічним підсилювачем керма і вакуумним підсилювачем гальм.
Основним озброєнням T17E1 була 37 мм гармата M6, яка разом з 7,62 мм кулеметом M1919 розміщувалася в поворотній башті. Крім того, броньовик мав ще два кулемети цього типу: курсовий у кульовій установці в лобовому частині корпусу і зенітний на турелі на даху башти. Разом з ним на даху розміщувалися два димових гранатомета. Загальний боєкомплект становив 106 снарядів для гармати, 5250 набоїв для трьох кулеметів, 14 гранат для димових гранатометів.
Незабаром після закінчення випробувань бронеавтомобіль T17E1 отримав армійське позначення M6. Проте, американська армія так і не почала використовувати техніку цього типу. Подібно розробці фірми Ford Motor Company, броньовик від Chevrolet не повною мірою задовольняв вимогам американської армії. Однак машиною T17E1/M6 зацікавилися британські військові. У середини 1942 року цей броньовик був прийнятий на озброєння армії Великої Британії під назвою Staghound Mk I («Стагхаунд» — порода гончих собак). Був підписаний контракт на будівництво і поставку 2844 машин у базовій модифікації. Відповідно до контракту бронеавтомобілі оснащувалися англійськими радіостанціями, а також паливними баками збільшеного обсягу.
Навесні 1943 року перші бронеавтомобілі Staghound Mk I були поставлені замовнику. Але в боях у Північній Африці вони взяти участь не встигли, через завершення боїв на цьому континенті. Свою військову кар'єру «Стагхаунди» почали в Італії. Бронетехніка нового типу сподобалася британським військовим. Частина куплених бронеавтомобілів Велика Британія передала формуванням інших держав Британської імперії. Завдяки цьому машини Staghound Mk I потрапили в індійські, канадські і новозеландські частини, що брали участь у боях в Європі. Пізніше така техніка передавалася польським і бельгійським військовим частинам.
З жовтня 1942 по грудень 1943 року за час серійного виробництва було випущено 2687 бронеавтомобілів T17E1. Крім цієї модифікації американською промисловістю вироблялися ще три версії «Стагхаунда», які також поставлялися Великій Британії, де піддавалися модифікаціям, продиктованим поточними потребами і досвідом бойових дій.
Так, «Staghound» Mk II був озброєний 76-мм танковою гаубицею і виконував функції бронеавтомобіля вогневої підтримки. Курсовий кулемет на цій машині був відсутній і його екіпаж скоротився до чотирьох осіб.
На «Staghound» Mk III на відміну від попередніх моделей, встановлювалася башта від крейсерського танка «Крусейдер» Mk III з 57-мм гарматою і спареним 7,92-мм кулеметом «Беза». Бойова маса бронеавтомобіля цієї модифікації зросла до 15 т, а до складу його екіпажу входили 4 особи.
Бронеавтомобіль M6 послужив також базою для створення зенітної самохідної установки T17E2 (Staghound AA). На відміну від базової моделі 7,62-мм кулемет і блістер, в якому він встановлювався на T17E2, були вилучені і лобовий лист мав рівну поверхню.

## Країни-експлуатанти
| - Австралія - Бельгія - Бразилія - Велика Британія - Гайдарабад - Гондурас - Греція - Данія - Єгипет - Індія - Ізраїль - Італія - Йорданія | - Канада - Куба - Ліван - Нідерланди - Нікарагуа - Нова Зеландія - ПАР - Південна Родезія - Польща - Судан - Філіппіни - Швейцарія |